# NGC 7648
NGC 7648 este o galaxie situată în constelația Pegas. A fost descoperită în 18 octombrie 1784 de către William Herschel. Se află la o distanță de 48,62 de megaparseci de Pământ.